# Agylla sericeipennis
Agylla sericeipennis är en fjärilsart som beskrevs av Moore 1878. Agylla sericeipennis ingår i släktet Agylla och familjen björnspinnare. Inga underarter finns listade i Catalogue of Life.